# Advanced Gemini
Advanced Gemini és el nom col·lectiu donat a un seguit de propostes que haurien ampliat el programa Gemini en l'afegiment de diverses missions, incloent-hi missions tripulades en òrbita terrestre baixa, circumlunar i aterratge lunar. Gemini va ser el segon programa de vol espacial tripulat operat per la NASA, i consistia d'una nau espacial de dos seients capaç de maniobrar en òrbita, acoblar amb naus espacials no tripulades com els Agena Target Vehicles, i permetent a la tripulació realitzar activitats extravehiculars unides per cable.
Es van considerar tot un seguit d'aplicacions per a les missions de l'Advanced Gemini, incloent-hi vols espacials militars, lliurament de logística i tripulació per a una estació espacial, i vols lunars. Les propostes lunars van passar per la reutilització dels sistemes d'acoblament desenvolupats per l'Agena target vehicle amb etapes superiors més potents com el Centaur, que propulsaria a la nau espacial a la Lluna, per completar les modificacions al Gemini per aconseguir aterrar en la superfície lunar. Les seves aplicacions haurien sigut els sobrevols tripulats lunars abans que les Apollo estiguessin preparades, per proporcionar refugis d'emergència o rescat per a les tripulacions Apollo atrapades, o substituir completament el programa Apollo.
Algunes de les propostes de l'Advanced Gemini eren naus espacials Gemini sense grans canvis respecte al programa original, mentre que altres es caracteritzaven per grans modificacions per permetre que la nau allotgi més tripulació, acoblament amb estacions espacials, visitar la Lluna, i realitzar altres objectius de missions. Altres modificacions van considerar l'afegiment d'ales o un parasail a la nau espacial, per permetre l'aterratge horitzontal.

## Marc de fons

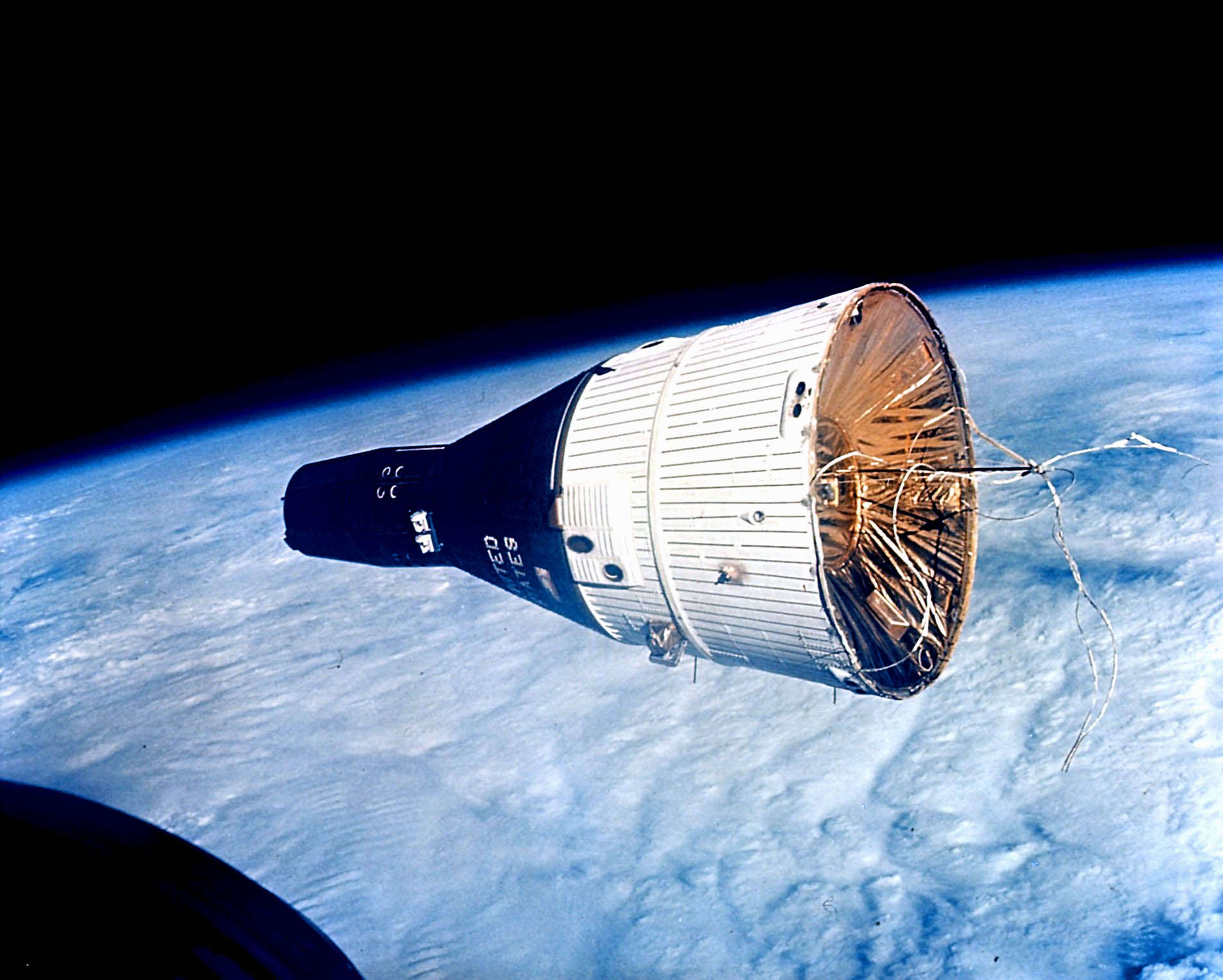
Gemini 7 en òrbita

Gemini va ser el segon programa de vol espacial orbital tripulat americà, després del Mercury. Va ser destinat a demostrar les tecnologies i tècniques requerides per al programa Apollo, com les activitats extravehiculars, encontres i acoblament, maniobres en òrbita i vol de llarga duració.
La nau espacial Gemini, que va ser construïda per McDonnell Aircraft, derivava de l'anterior nau espacial Mercury, però es va modificar per acomodar dos astronautes. També es va equipar amb mòdul d'equips més gran, permetent el suport de missions més llargues, i maniobrar en òrbita. Va ser llançat per un coet Titan II des del Complex de Llançament 19 al Cape Canaveral Air Force Station. En total, es van llançar dotze missions, deu d'elles tripulades. Tot seguit van continuar dos vols de prova no tripulats i el primer vol tripulat, el Gemini 3, que va ser llançat el 23 de març de 1965. El programa va finalitzar el 15 de novembre de 1966, amb la recuperació amb èxit del Gemini 12.
Es va preveure que altres aplicacions utilitzarien la nau espacial Gemini en diverses etapes abans, durant, i al cap de dos anys de ser utilitzats per la NASA per al vol espacial tripulat. Encara que cap d'aquestes propostes mai es van posar en operació, hi havia maquinari de vol que va ser construït just abans de la cancel·lació. En el cas del Manned Orbital Laboratory, es va llançar una nau espacial Gemini en un vol de demostració suborbital en suport al programa. En alguns casos, la tecnologia desenvolupada en el programa de l'Advanced Gemini es va reintegrar en altres programes, com a components del Titan IIIM, que va haver de llançar el MOL, utilitzat per actualitzar altres coets Titan.

## Aplicacions militars

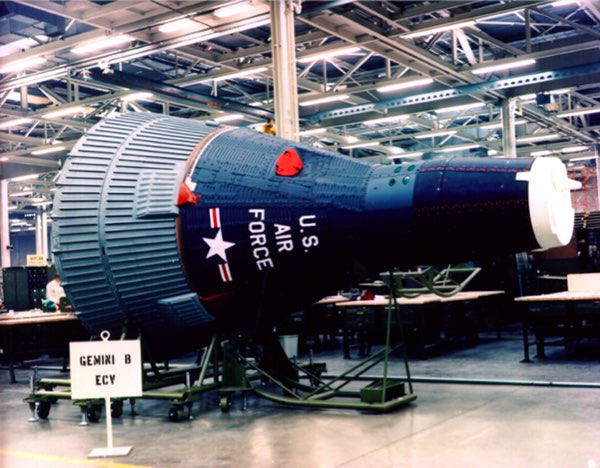
La nau espacial Gemini B

Les Forces Aèries dels Estats Units van planejar utilitzar la nau espacial Gemini per transportar astronautes a les seves estacions espacials proposades, el Manned Orbital Development System i posteriorment el Manned Orbital Laboratory (MOL). Aquestes estacions haurien sigut llançades per coets Titan IIIM, amb una nau espacial Gemini al capdamunt, eliminant la necessitat de maniobres d'encontre i acoblament. Per aquest propòsit, es van realitzar diverses modificacions a la càpsula Gemini, incloent la instal·lació d'una escotilla en l'escut tèrmic per permetre l'accés a l'estació espacial.

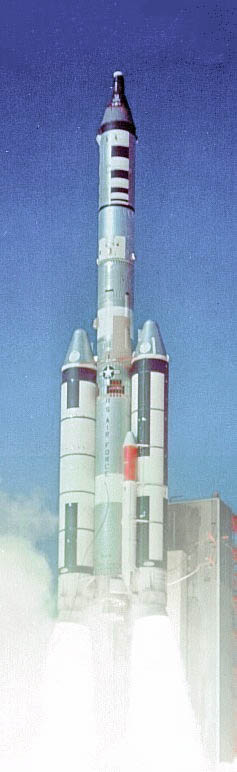
Llançament del Gemini B i l'OPS 0855

Per proporcionar als astronautes l'experiència abans que aquests programes comencessin, es va proposar el programa Blue Gemini, que permetria als astronautes de la USAF volar en missions de la NASA per a practicar diverses tècniques necessàries per a les seves pròpies missions. Això hauria permès veure per primer cop les missions cooperatives entre la NASA i la Força Aèria estatunidenca, amb dues missions volant amb tripulacions compostes d'un astronauta de la NASA, i un de la USAF, seguit per dues missions amb tripulacions completes per la USAF, però realitzant missions per a la NASA. Després d'aquests vols, la Força Aèria estatunidenca realitzaria missions pròpies. En primer lloc, s'hauria produït una missió d'encontre i acoblament Agena amb dos astronautes, seguit per missions d'investigació científica i tecnològica també amb dues persones. També es va incloure les propostes de proves de missions de l'Astronaut Mobility Unit que va ser dissenyat per assistir amb els EVAs, sistemes de navegació inercial, i la utilització d'un sistema d'imatge per radar en vol.

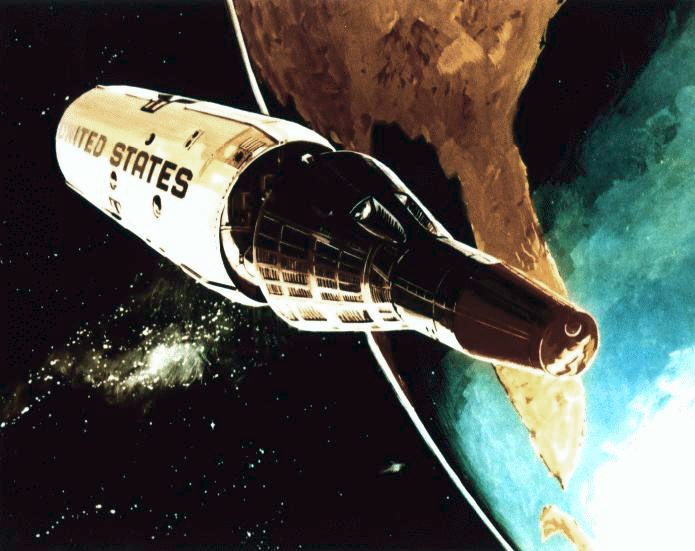
La Gemini separant-se del MOL en òrbita

Els llançaments del MOL haguessin sigut conduïts des del Complex de Llançament 40 al Cape Canaveral Air Force Station, i al Complex de Llançament Espacial 6 a la Base de la Força Aèria de Vandenberg. En 1966, es va llançar un vol de proves des de LC-40, utilitzant un Titan IIIC. Va consistir en la nau espacial Gemini B, construït a partir de la nau espacial utilitzada en el vol de proves de la Gemini 2, sobre un OPS 0855, un model aeroespacial de l'estació espacial MOL. La Gemini B va ser alliberada en una trajectòria suborbital, i va descendir a la Terra per provar les modificacions realitzades en l'escut tèrmic, i assegurar-se que l'escotilla d'accés no afectaria el seu rendiment. L'OPS 0855 va continuar en òrbita. Les primeres estacions MOL només haurien sigut ocupades per un sol membre, llançat amb l'estació. Les estacions posteriors serien dissenyades per a ser proveïdes de nou, i suportarien múltiples tripulacions, afegint més naus espacials Gemini, o derivades.
El programa MOL va ser cancel·lat el 10 de juny de 1969, en favor als satèl·lits de reconeixement no tripulats. Alguns sistemes desenvolupats en el programa van ser posteriorment utilitzats en missions no tripulades, mentre que els vestits espacials que estaven en desenvolupament van ser transferits a la NASA. El coet Titan IIIM que estava destinat a llançar el MOL mai va volar, això no obstant, més tard les diverses actualitzacions i millores es van utilitzar en altres coets Titan — les primeres i segones etapes es van convertir en el Titan 34, que van ser utilitzades com a part dels vols posteriors del Titan IIIB, i en el Titan 34D. Els coets acceleradors sòlids de set segments van ser posteriorment introduïts en el Titan IVA.

## Gemini Ferry
Es van proposar diverses naus espacials Gemini Ferry per proporcionar el transport de tripulacions i càrrega a les estacions espacials de la NASA i la USAF en òrbita terrestre baixa. La NASA va contractar a l'empresa McDonnell per conduir un estudi per fer modificacions necessàries per permetre que la nau espacial Gemini en sigui capaç. Es van projectar tres naus espacials; una nau espacial tripulada per transportar tripulació a les estacions, una nau espacial tripulada amb un mòdul de càrrega tant per a l'alliberament de càrrega i tripulació, i una nau espacial no tripulada dedicada en abastir l'estació cada tres o quatre mesos.
Els estudis van mirar de minimitzar els canvis necessaris a la nau espacial Gemini. Es van considerar tres mètodes d'acoblament. El primer va ser l'ús del sistema d'acoblament existent utilitzat en les missions Gemini-Agena. Això hauria permès que la missió es completés amb poques modificacions de la nau Gemini, no obstant la transferència de tripulació només hagués sigut possible realitzant una activitat extravehicular (EVA). Els canvis necessaris haurien inclòs l'enfortiment del nas, instal·lant dos coets sòlids per a ser utilitzats en una ignició de separació, afegint l'equip necessari per realitzar l'EVA de transferència, i proveint de provisions per a la durada a l'estació. El nombre de retrocoets s'incrementarien de quatre a sis. Un segon mètode seria l'acoblament de la nau de la mateixa manera, però després de l'acoblament, la nau giraria ella mateixa i s'enganxaria a la part lateral de l'estació. Un túnel seria col·locat entre les escotilles del Gemini, permetent a la tripulació passar a l'estació sense realitzar un EVA. Haguessin calgut algunes modificacions a les escotilles. El mètode d'acoblament final proposat va ser utilitzar un port muntat en la part del darrere del mòdul d'equips, que hagués permès la transferència de la tripulació entre la nau i l'estació espacial, a través del port d'acoblament.
Es va proposar una versió modificada de la nau espacial, que hagués inclòs un mòdul de càrrega enganxat en la part posterior del mòdul d'equips modificat. La nau espacial s'aproximaria a l'estació, i s'acoblaria per la part posterior utilitzant el port del darrere del mòdul de càrrega. Si una de les configuracions d'acoblament s'haguessin utilitzat per a la mateixa Gemini, l'acoblament seria controlat remotament des de l'estació, amb la Gemini llavors separant-se del mòdul de càrrega i volant al voltant de l'estació per acoblar-se de manera normal en un port diferent. La Gemini d'acoblament posterior simplement romandria enganxada al mòdul de càrrega, amb la tripulació abordant l'estació a través. L'acoblament seria controlat per la mateixa tripulació, des d'una estació al darrere del mòdul de càrrega.
Es van considerar dues naus espacials derivades de les Gemini per a vols de reabastament no tripulat. El primer hauria fet participar una nau Gemini, amb tots els sistemes per al vol espacial tripulat, reentrada i aterratge retirats. La nau espacial seria acoblada utilitzant un port al frontal de la nau. La càrrega seria transferida a través del nas de la nau espacial, on el sistema de control d'actitud de reentrada està situada en naus espacials tripulades. La nau espacial va ser equipada amb un motor propulsor líquid per realitzar encontres i reimpulsar l'estació espacial. L'altra proposta va ser la construcció d'una nova nau espacial per a missions no tripulades, però reutilitzant tants sistemes Gemini com fos possible. Tindria una capacitat de càrrega més gran que la versió reduïda de la nau espacial Gemini.
Les missions de només tripulació o només càrrega serien llançades a bord d'un Titan II, i el Saturn I o Saturn IB seria utilitzat per a naus espacials combinades de tripulació i càrrega. Com que la potència era major en el Saturn I, els seients ejectables de la nau Gemini no podrien propulsar la tripulació prou lluny en un esdeveniment d'explosió, per tant es va proposar una torre d'escapada de llançament, basada en la utilitzada en la nau espacial Mercury. El Titan IIIM també va ser considerat per llançar la nau pesant.

## Big Gemini

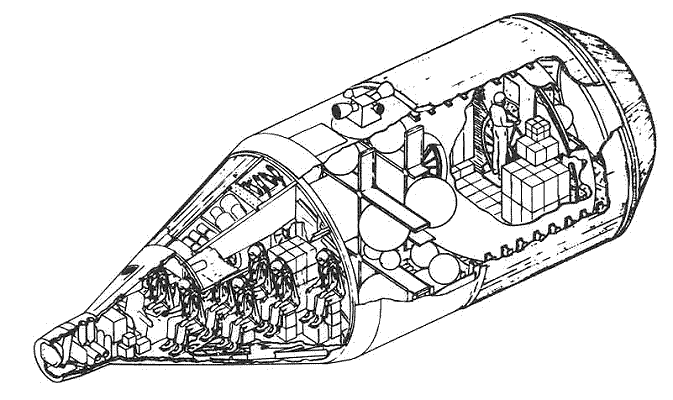
Big Gemini (versió de Titan IIIG)

El Big Gemini, o Big G, va sorgir d'una proposta en 1963 anomenada Gemini Transport, per desenvolupar una nau espacial Gemini més gran amb capacitat d'acoblament, que hagués pres avantatge de la capacitat augmentada oferta pels coets Saturn IB i Titan IIIM. Va ser dissenyar per transportar entre nou i dotze astronautes a l'espai, i capaç d'acoblar-se amb estacions espacials, en suport de les Apollo Applications i les missions MOL. Seria llançat per un sistema de llançament pesant; com el Titan IIIG o el Saturn INT-20, el primer destinat a l'ús en missions de les Forces Aèries estatunidenques i l'altre per a les de la NASA. El Titan IIIM també va ser considerat com a llançador d'una versió més petita de la nau espacial a causa de la seva menor capacitat, per reabastir les estacions espacial MOL posteriorment en el programa. La NASA també va proposar diversos derivats del Saturn IB amb les primeres etapes sòlides com a alternatives al INT-20, oferint una capacitat de càrrega útil semblant.
La forma i massa de la nau espacial hauria variat depenent del coet per llançar-lo. La versió Saturn tenia un mòdul de càrrega cònic i curt, i tenia una massa total de 47300 kg mentre que la versió Titan IIIG tenia un mòdul cilíndric més llarg amb una massa total de 59000 kg. La versió Titan IIIM era més curt i lleuger amb una massa de 15600 kg, ja que el coet tenia una capacitat de càrrega útil menor que el Titan IIIG o el Saturn. La variant IIIG podria transportar dotze tripulants, mentre que els altres tenien una capacitat màxima de nou. També es va considerar la utilització de la variant de la NASA amb el Mòdul de Servei Apollo.
Un cop en òrbita, el Big G s'acoblaria amb estacions espacials utilitzant una sonda d'acoblament Apollo muntada en la part posterior del mòdul de càrrega, que també estava muntada en el mateix lloc del mòdul de reentrada. El mòdul de reentrada seria ampliat per allotjar més tripulació, i les modificacions de la nau espacial del programa MOL haurien incorporat una escotilla en l'escut tèrmic, que seria utilitzat per proveir d'accés al mòdul de càrrega. En un esdeveniment d'error de llançament, el sistema d'escapada de llançament desenvolupada per a la nau Apollo seria utilitzada per impulsar el mòdul de reentrada lluny del coet.
El Big G podria realitzar aterratges en terra, utilitzant un parasail o un parapent per guiar la nau en una pista d'aterratge o un llac sec, com en la Edwards Air Force Base. Hagués aterrat utilitzant els patins derivats de la North American X-15.

## Exploració lunar

### Missions circumlunars

La proposta de Gemini-Centaur per a missions circumlunars

Un seguit d'estudis van investigar l'enviament d'una nau espacial Gemini en una trajectòria circumlunar. La majoria de les propostes formaven una arquitectura de dos llançaments, amb la nau Gemini retronant-se amb una etapa superior en òrbita. Les etapes superiors considerades van incloure el Transtage, la segona etapa d'un Titan II, quatre tipus diferents de Centaur, incloent la variant S-V desenvolupada pel Saturn I, l'Agena-D, una versió ampliada de l'Agena, i dos Agenas en ignició en paral·lel. Tant el Titan o el Saturn IB serien tuilitzats per llançar l'etapa superior, mentre que el Gemini seria llançat per un Titan II, com en el programa Gemini.
Altres propostes van incloure el llançament de la nau Gemini en un Titan IIIC, i reaproveint-se de combustible en òrbita terrestre baixa abans de procedir cap a la Lluna, i una arquitectura d'un sol llançament utilitzant una variant de tres etapes del Saturn IB.
La proposta Gemini-Centaur va preveure aconseguir un vol circumlunar de 72 hores. El Centaur realitzaria una injecció translunar, abans de separar-se de la nau Gemini.
Però van aparèixer algunes preocupacions que l'escut tèrmic de la nau espacial Gemini no podria protegir en una reentrada balística de major velocitat associada amb la trajectòria necessària. La NASA va proposar la utilització d'un escut tèrmic més gruixut i més aïllament per protegir la nau espacial. Aquesta i altres modificacions feien de la nau massa pesant per a ser llançada des d'un coet Titan II que havia sigut utilitzada per a les dotze missions Gemini originals, per tant, hauria calgut l'afegiment de diversos motors de coet sòlid per permetre la massa addicional.

### Missions en òrbita lunar
La nau espacial Gemini s'hauria retrobat amb etapes superiors Centaur i Agena situades en òrbita terrestre baixa. El Centaur hauria situat la Gemini i l'Agena en una trajectòria circumlunar, fins a arribar a la Lluna. L'Agena seria llavors utilitzat per realitzar una inserció en òrbita lunar. Seguit de la finalització de les activitats en òrbita lunar, l'Agena s'hauria encès altre cop per a la inserció transterrestre.
Aquesta arquitectura hauria utilitzat un Titan II per llançar la nau Gemini, amb un Saturn IB llançant les etapes superiors.

### Aterratge lunar

Una de les primeres propostes per a un mòdul de descens lleuger d'un sol ocupant

Es va considerar utilitzar la nau espacial Gemini per a un aterratge tripulat lunar des de la proposta original del Mercury Mark II que va derivar en el programa Gemini. La proposta inicial era una missió encontre orbital lunar, utilitzant una nau espacial Gemini i un mòdul de descens lleuger de cabina oberta llançada per un coet Saturn C-3. Va ser el primer cop que es va proposar un encontre orbital lunar com a part d'un concepte d'aterratge lunar. La nau espacial seria provada en òrbita baixa terrestre abans de les missions lunars, utilitzant dos llançaments Titan II. El mòdul de descens, que va ser dissenyat per la Langley Research Center de la NASA, tindria una massa inferior a 4.372 kg. Algunes de les propostes tenien una massa de 1460 kg, utilitzant un combustible criogènic en lloc de l'hipergòlic més pesant. La proposta va ser destinada a proveir d'una alternativa ràpida i de baix cost al programa Apollo, que llavors s'estava proposant l'aterratge d'ascens directe.
Una altra proposta seria utilitzar un Saturn V per aconseguir un perfil de missió d'ascens directe. La nau espacial constava de quatre mòduls. El Mòdul Retrògrad (Retrograde Module o RM) seria impulsat per un motor RL10, i utilitzat per impulsar la nau durant l'etapa translunar. Durant l'aterratge, utilitzaria les fases inicials del descens impulsat. A una altitud de 1800 m sobre la superfície lunar, el RM seria expulsat, i un segon mòdul, el Mòdul d'Aterratge Terminal (Terminal Landing Module), realitzaria el descens final. Després de l'aterratge, la nau espacial estaria a la Lluna durant un dia, abans de ser impulsat de tornada a la Terra. El llançament de la superfície lunar i la inserció transterrestre seria realitzat pel Mòdul de Servei (Service Module), que contindria els components del sistema de suport de vida, i altres sistemes que foren situats en el Mòdul d'Equips de la nau espacial orbital terrestre Gemini. El Mòdul de Reentrada (Reentry Module) estava basat en la càpsula Gemini, però seria modificat per permetre reentrar a l'atmosfera una velocitat major requerida pel vol lunar. Va ser l'últim esforç dels funcionaris i enginyers de la NASA que encara advocaven el perfil de missió d'ascens directe, i estava dissenyat a ser més barat, ràpid i segur que la tècnica d'encontre en òrbita lunar de l'Apollo.

### Rescat de l'Apollo
A causa dels riscos associats amb l'aterratge lunar, es van proposar un seguit de naus espacials de rescat, que serien utilitzats per permetre a la tripulació d'una missió Apollo a tornar cap a la Terra de manera segura en l'esdeveniment d'algun problema. Molts d'aquests dissenys es van basar en naus espacials Gemini.
Una d'aquestes propostes va ser el Gemini Lunar Orbit Rescue Vehicle, que va ser dissenyat per recuperar la tripulació d'una nau espacial Apollo atrapada en òrbita al voltant de la Lluna. Era necessari un mòdul de reentrada per acomodar els tres astronautes que foren a bord de l'Apollo. Seria enganxat a un Mòdul d'Equips modificat. El Mòdul d'Equips contindria motors que serien utilitzats per la inserció en òrbita lunar i la inserció transterrestre, com també l'equip de suport de vida per mantenir la tripulació viva fins que tornessin a la Terra. El llançament i la injecció translunar seria realitzat per un Saturn V. Un cop la nau espacial estigués en òrbita lunar, la tripulació de l'Apollo l'abordaria mitjançant un EVA.
Una altra nau espacial proposada, el Gemini Lunar Surface Survival Shelter, va ser dissenyat per a ser enviat a la Lluna abans d'una missió Apollo. Seria aterrat prop de la zona d'aterratge Apollo, i si l'etapa d'ascens del Mòdul Lunar Apollo fallés en realitzar la ignició, la tripulació realitzaria un EVA per transferir-se al LSSS. El refugi no va ser dissenyat per enlairar-se després de l'aterratge, per tant un LSRS o una altra missió Apollo seria enviada per recollir la tripulació, mentre que el pilot del Mòdul de Comandament de la missió Apollo original tornaria cap a la Terra sol a bord de la nau. Consitia d'un Mòdul de Reentrada Gemini (Gemini Reentry Module), que allotjaria els astronautes mentre esperesin el seu rescat, i una etapa de descens contenint els sistemes de suport de vida, consumibles, i el motor i combustible utilitzat per aterrar la nau espacial.
La Gemini Lunar Surface Rescue Spacecraft va ser projectada per volar en una missió d'ascens directe, llançada per un Saturn V. Les etapes de descens, construïdes tant per l'etapa de descens del Mòdul Lunar Apollo, o del Mòdul de Servei Apollo, haurien reduït la velocitat de la nau en aproximació a la Lluna. Una configuració utilitzaria dos Mòduls de Servei i una etapa de descens LEM, que realitzaria l'aterratge final, i llavors seria reutilitzat des de la superfície lunar i la injecció transterrestre. L'altra configuració utilitzaria tres etapes de descens LEM, amb el segon sent utilitzat per l'aterratge i el tercer per a l'ascens i el TEI. El LSRS aterraria prop del Mòdul Lunar Apollo a la Lluna, i la tripulació Apollo seria transferida realitzant un EVA.
Després de l'incendi de l'Apollo 1 en gener de 1967, la NASA va conduir una anàlisi de la seguretat en el programa Apollo. En resposta a aquesta anàlisi, McDonnell va proposar el Universal Lunar Rescue Vehicle, una versió reestructurada del Lunar Surface Rescue Spacecraft amb una càpsula ampliada per allotjar els tres astronautes per rescatar. Va ser destinat a rescatar una tripulació Apollo en gairebé qualsevol punt de la Lluna, si hagués alguna anomalia. Alguns dissenys del ULRV van incloure cinc seients, amb dos astronautes pilotant-lo fins a la Lluna. Es va considerar la proposta però es va rebutjar a causa de la falta de fons.

## Altres propostes
Es van considerar un seguit d'aplicacions per a la nau espacial Gemini. El Manned Orbital Telescope va ser una proposta de nau espacial tripulada per a l'observació astronòmica o solar. Utilitzaria el mòdul de reentrada gran que va ser proposat per a la nau espacial Big Gemini, i seria llançat en un Saturn IB. El mòdul de reentrada ampliat també va ser considerat per a una nau espacial proposada llavors, que seria utilitzada per rescatar les tripulacions de naus espacials tripulades que foren atrapades en òrbita terrestre baixa. Seria llançat sobre un Titan IIIC, un cop en òrbita seria maniobrat per un Transtage integrat en el mòdul d'equips. Seria utilitzada una càpsula més gran per allotjar la tripulació de la nau espacial amb problemes.

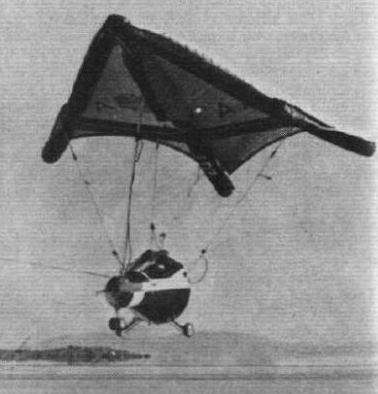
Gemini paraglider, o en català Parapent Gemini

Una altra missió proposada seria l'encontre d'una nau espacial Gemini amb un satèl·lit Pegasus en òrbita terrestre baixa. La nau seria llançada tant en una òrbita directa per trobar-se amb el Pegasus, o en una òrbita més baixa, conseqüentment acoblar-se amb un Agena, i utilitzant-lo per augmentar la seva òrbita. La Gemini volaria al voltant de Pegasus, i llavors un membre de la tripulació realitzaria un EVA per recuperar una part dels panells de detecció de micrometeoroides de la nau espacial. Aquesta missió hauria demostrat l'encontre amb qualsevol nau espacial, per recollir dades en l'exposició del satèl·lit a micrometeoroides i per demostrar la tecnologia per a vols militars per inspeccionar satèl·lits hostils.
Es van proposar diverses missions per demostrar mètodes d'aterratge la nau espacial Gemini en terra. La nau va ser originalment dissenyada per aterrar utilitzant un parapent i un conjunt de patins o rodes, no obstant es va abandonar aquest mètode en favor dels amaratges en paracaigudes a causa dels retrasos en el desenvolupament i errors durant les proves. Com en la proposta de Big Gemini aterraria de la mateixa manera, McDonnell Aircraft va demanar a la NASA en considerar volar la nau espacial Gemini estàndard amb un parapent per poder provar el sistema abans de ser requerit operacionalment.
Un altre concepte alternatiu fou la proposta de les Forces Aèries estatunidenques per integrar ales a la nau. Aquesta proposta va sorgir poc després de la cancel·lació del X-20 Dyna-Soar, i resultaria en una nau espacial Gemini amb un conjunt d'ales durant el programa ASSET. Seria llançat per un coet Titan II, però no seria capaç de maniobrar en òrbita. Una altra proposta era la nau llançada per un Titan IIIA o IIIC, utilitzant el Transtage per a les maniobres. Un cop finalitzada la missió, la nau seria desorbitada utilitzant cinc motors de coets sòlid.
També hi va haver propostes per utilitzar la nau espacial Gemini per conduir missions de llarga duració a petites estacions espacials en òrbita terrestre baixa. Una proposta era una estació basada en l'Agena, que seria utilitzat per proveir de propulsió i control d'altitud a l'estació. Un mòdul pressuritzat entre l'Agena i l'adaptador d'acoblament seria utilitzat per la tripulació per l'allotjament i conduir experiments. La tripulació abordaria l'Agena utilitzant un túnel inflable entre les escotilles i la seva esclusa d'aire. La nau espacial Pecan era una proposta semblant.